# Dock Street Theatre
A Dock Street Theatre az USA dél-karolinai kikötővárosa, Charleston francia negyedében álló színház. A mostani épület helyén nyílt meg 1736. február 12-én az eredeti Dock Street Theatre, ez az egykori épület volt az első Amerikában, melyet kifejezetten színházi előadás céljára emeltek.

## Története
A jelenlegi épület viszont nem színház számára, hanem hotelnek épült 1809-ben, és csak jóval később, 1935-ben alakították át színházzá. A mai épület helyén állt egykor a történelmi Dock Street Theatre, a tizenhárom gyarmat első, eredetileg is színházi előadásra szánt épülete. Az eredeti színház 1736-os megnyitásakor az ír drámaíró, George Farquhar színművét, az akkor igen népszerű The Recruiting Officer-t (A sorozóbiztos) adták elő. Amerika első operaelőadása is itt volt, ekkor a Flora c. operát játszották a történelmi Dock Street Theatre-ben.
Az eredeti épület 1740-ben, Charleston francia negyedében kitört tűz során elpusztult, ekkor majdnem az egész francia negyed leégett, majd 1809-ben a helyszínén húzták fel a jelenlegi épületet, a Planter's Hotelt. 1835-ben a szálloda homlokzatát kovácsoltvas erkéllyel és homokkő oszlopokkal egészítették ki. Számos neves személy dolgozott itt, vagy támogatta a szállodát, köztük a 19. század híres angol-amerikai színésze, Junius Brutus Booth. Fiatal korában Robert Smalls – későbbi  kongresszusi tag – pincérként dolgozott a hotel éttermében, valamint a híres charlestoni puncsot is ebben a szállodában szolgálták fel először. 

## 1935-ös felújítás

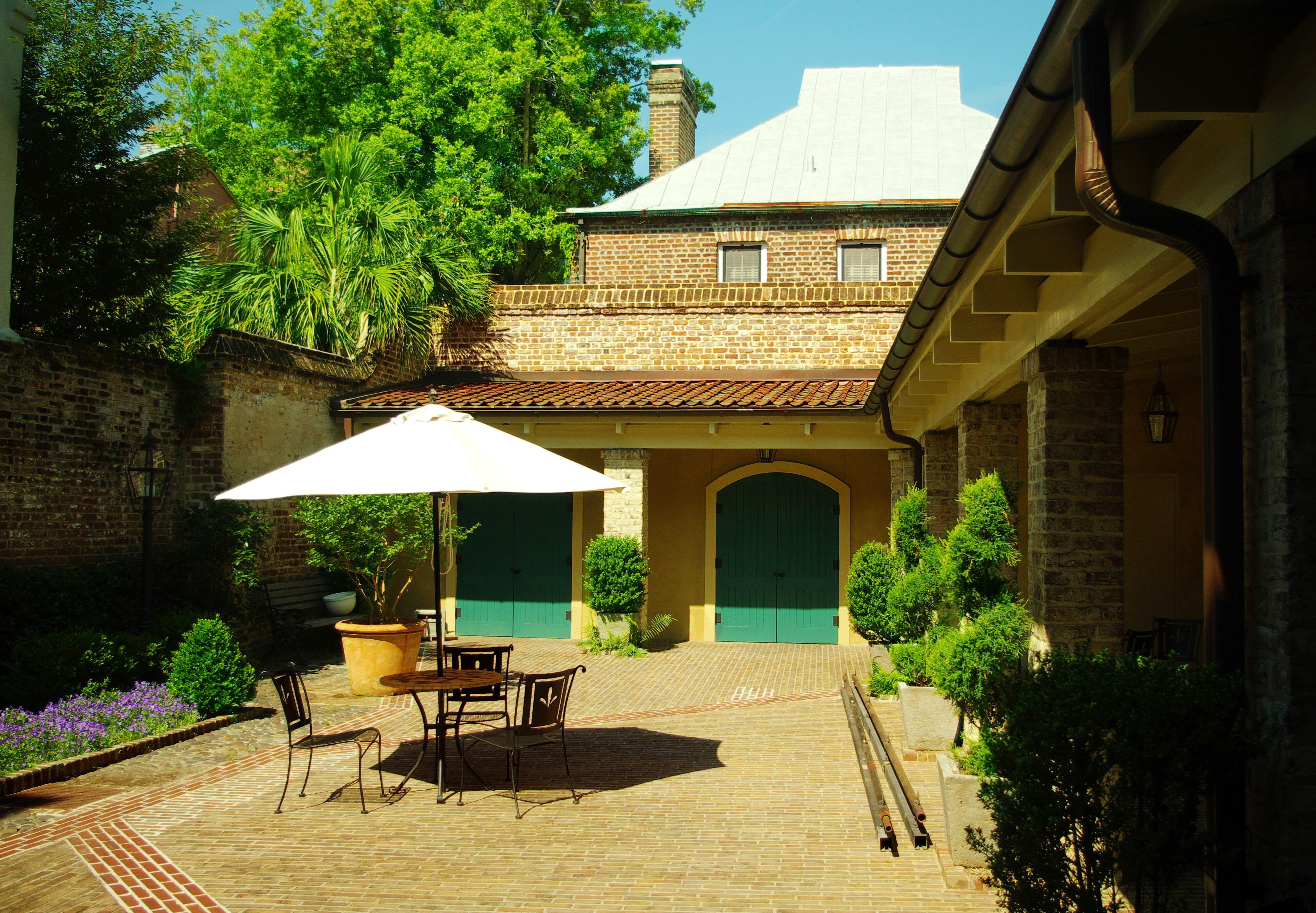
A színház belső kertje

Amikor a Planter's Hotel már felújíthatatlannak számított és el is akarták bontani, 1935-ben, a nagy gazdasági világválság alatt Milton Pearlstine átadta azt a városnak. Ekkor a város több jeles lakosának, ill. a Mayor Burnet Maybanknak a támogatásával a gazdasági válság alatti közmunka projektek keretén belül építették át a szállodát színházzá Douglas Ellington építész tervei alapján. A 18. századi londoni színházak mintájára alakították ki a színpadot és a nézőteret a hotel belső udvarának területén. A szálloda előcsarnoka a színház tágas előcsarnoka lett, étkezője pedig a pénztárak előcsarnokaként szolgál. A 350 000 dolláros felújítás után az új Dock Street Theatre megnyitója 1937. november 26-án volt, az ünnepélyes esemény neves személyiségei között megjelent többek közt DuBose Heyward, a Porgy c. regény írója is. 
Később, 2010-ben az épület újból felújításra szorult, ekkor annak költsége 19 millió dollár volt.
A jelenleg Charleston város tulajdonában álló és általuk működtetett színház több kulturális rendezvény helyszíne is, köztük van az Egyesült Államok egyik jelentős előadóművészeti fesztiválja, a  Spoleto Művészeti Fesztivál is. A Dock Street Theatre 1978-tól a Charleston Stage színtársulat állandó otthona, a társulat évente mintegy 120 előadást ad itt.